# 1re division coloniale d'Extrême-Orient
Ne doit pas être confondu avec 1re division d'infanterie coloniale.
Pour les articles homonymes, voir 1re division et DCEO.
La 1re division coloniale d'Extrême-Orient (1re DCEO) est une grande unité de l'Armée de terre française créée à la fin de la Seconde Guerre mondiale. Destinée à faire partie du corps expéditionnaire français en Extrême-Orient, la division est dissoute en août 1945 et devient la 3e division d'infanterie coloniale.

## Formation
La création de la division est décidée en septembre 1944 et la 1re DCEO est officiellement créée le 16 novembre 1944. Elle doit, avec la 2e division coloniale d'Extrême-Orient, former l'ossature d'un corps expéditionnaire français initialement destiné à combattre contre les Japonais, aussi bien en Birmanie britannique qu'en Indochine française ou dans le Pacifique au côté des Américains.
Son effectif doit notamment constitué de tirailleurs sénégalais disponibles après le blanchiment des troupes coloniales de la 1re armée française, de tirailleurs sénégalais ex-prisonniers libérés des Frontstalag et de volontaires français.
La division est placée, pendant toute sa durée d'existence, sous le commandement du général Georges Nyo.

## Composition
La division doit être constituée sur le modèle des divisions de l'United States Marine Corps et un effectif de 27 000 hommes.
Les unités sont les suivantes :
- 61e compagnie de quartier-général
- 16e régiment de tirailleurs sénégalais (16e RTS) ;
- 18e régiment de tirailleurs sénégalais (18e RTS) ;
- 43e régiment d'infanterie coloniale (43e RIC) ;
- 1er régiment de chasseurs - régiment de reconnaissance (théoriquement motorisé)[6] ;
- 5e régiment de cuirassiers - régiment de chars (théoriquement)[6] ;
- 10e régiment d'artillerie coloniale ;
- 35e groupe de forces terrestres antiaériennes (FTA) ;
- 10e groupe léger colonial de FTA ;
- 61e bataillon colonial du génie ;
- 1er bataillon colonial de pionniers ;
- 61e compagnie mixte de transmissions ;
- 518e groupe colonial de transport ;
- 61e bataillon médical colonial ;
- 1er bataillon colonial de services ;
- 1re compagnie de reconnaissance de la Marine[7] ;
- 1re compagnie coloniale de police.

## Opérations
Le 10e RAC est engagé dans la réduction de la poche de Royan puis combat devant la poche de La Rochelle. Le 18e RTS (auquel est intégré la compagnie de reconnaissance de la Marine) et le IIIe bataillon du 16e RTS participent à la bataille des Alpes puis à loccupation de la vallée de la Roya.

## Dissolution
En manque d'effectifs (19 720 le 30 avril), la division est renforcée mi-juin par ceux de la 2e DCEO, dissoute le 15 juin 1945. La division doit également recevoir le renfort du régiment de marche de Légion étrangère en cours de formation en Afrique française du Nord à partir de vétérans allemands de la Wehrmacht et de la Waffen-SS.
La division devient 16 août 1945 la 3e division d'infanterie coloniale (3e DIC), qui ne conserve que les éléments blancs de la division, avant de débarquer à partir de novembre en Indochine.

## Insigne
La division conçoit son insigne en 1945 : une ancre chargée d'un dragon (symbole de l'Extrême-Orient), avec une croix de Lorraine (symbole de la France libre),. Fabriqué par Drago Paris, l'insigne est ensuite repris par la 3e division d'infanterie coloniale.